# Esmé Estuardo (I duque de Lennox)
Esmé Estuardo (1542 - París, 26 de mayo de 1583), fue un noble y político escocés de origen francés. Era el sobrino de Mateo Estuardo, IV conde de Lennox, regente de Escocia. Sus títulos eran I conde de Lennox y I duque de Lennox en Escocia, y Señor de Aubigny en Francia, además era favorito de Jacobo VI de Escocia, su sobrino segundo.

## Primeros años de vida
Era hijo y heredero de Juan Estuardo, quinto señor de Aubigny (muerto en 1567) y su esposa Anne de la Queuille, una noble francesa. Su padre era el tercer hijo de Juan Estuardo, tercer conde de Lennox y su madre era la hija menor y co-heredera de Francois de la Queuille. 
Su padre había heredado (a través de la adopción de su tío sir Roberto Estuardo, cuarto señor de Aubigny (c. 1470-544), la seigneurie (señorío de la casa) francesa de Aubigny y sus propiedades, incluyendo el castillo de Aubigny en Aubigny-sur-Nère, en la antigua provincia de Berry, en el centro de Francia, construida por él, y también de la sede secundaria cercana del castillo de la Verrerie, en Cher.

### Matrimonio e hijos
Se casó en torno a 1572 con Catalina de Balsac, de quien tuvo cinco hijos:
- Gabriela Estuardo.
- Enriqueta Estuardo (c. 1573-1642), casada con Jorge Gordon (I marqués de Huntly).
- Ludovico Estuardo (1574-1624).
- Esmé Estuardo, III duque de Lennox (1579-1624).
- María Estuardo (c. 1582-1644), casada con Juan Erskine (XIX conde de Mar).

## Favorito del rey
En 1579, fue presentado ante Jacobo VI de Escocia, un joven rey que empezaba su gobierno efectivo. Esmé, recién llegado desde Francia, resultaba exótico a ojos de su sobrino. La gracia del rey para con Esme pronto se vio colmado de recompensas y preferencias reales: Estuardo no tardó en entrar en el Consejo Privado del rey escocés, más tarde fue creado conde Lennox en 1580 y ascendió a duque en 1581. Durante su ascenso político, procuró mantener buenas relaciones con los administradores de las ciudades escocesas, para obtener una imagen pública favorable. En 1580, Robert Bowes, embajador inglés en Escocia, dio fe de que Lennox había conseguido los derechos de pesca en Aberdeen, los cuales ya habían sido concedidos en la regencia de Morton a su criado George Affleck, y se valió de su influencia sobre el rey para que la corona beneficiase a esa ciudad.
La Iglesia de Escocia no confiaba en un duque católico, y tuvo que convertirse en la fe calvinista para no perder su poder, del mismo modo que había hecho su tío Mateo Estuardo. Incluso después de organizar una conversión pública, la Iglesia de Escocia desconfiaba de Lennox y no tardó en culparle de la muerte de Morton, tratándole de traidor.

### Incursión de Ruthven y exilio
Por influencia de la religión, los nobles escoceses trataron de exiliar a Esmé. En agosto de 1582, en la Incursión de Ruthven, los condes de Gowrie y Angus secuestraron al Rey y lo condujeron al Castillo de Ruthven, encarcelándolo.  Para exiliarle, le culparon de las muertes de Lord Moray, de su tío Mateo y de su primo Lord Darnley, respectivamente tío, abuelo y padre del rey, supuestamente para tomar el control de la casa Estuardo.
Esmé viajó hacia el sur, para huir de cualquier tipo de condena, tal como pudo atestiguar el señor de Lamothe-Fénelon, embajador francés. Más tarde en Londres, se encontró con William Fowler, quien le contó lo que le contaba Francis Walsingham.

## Últimos años y muerte
Incluso en el exilio, el duque mantuvo correspondencia secreta con su rey. Una vez llegó a Francia, fue tratado como un apóstata, por lo que los nobles escoceses pensaron que demostrarían que su conversión era falsa, pero permaneció en la fe presbiteriana hasta su muerte poco después. En su última carta a Jacobo Estuardo, señor de Doune, pedía a Dios que cuidasee de su hijo y le ayudase a recuperar las tierras de los Lennox en Escocia. Tras su muerte, William Schaw, Maestro de Obras le llevó su corazón a Jacobo VI, y permitió el regreso de su esposa e hijos. El rey avaló en repetidas ocasiones la verdadera devoción del duque, que fue plasmada en el poema «Ane Tragedie of the Phoenix»,  una bella ave exótica que es asesinada por envidia.